# Domnești, Ilfov
Domnesti là một xã thuộc hạt Ilfov, România. Dân số thời điểm năm 2002 là 6324 người.